# Fred Alexander Barkley
Fred Alexander Barkley ( 1908- 1989) fue un botánico estadounidense.
Se doctoró en la Universidad Washington de San Luis, defendiendo su tesis sobre el género botánico Rhus.

## Obras
- 1937. A monographic study of Rhus and its immediate allies in North and Central America, including the West Indies .... Ed. Saint Louis Washington University. 1937; pp. 265-498. illus. (incl. maps) pl. 10-26.
- 1938. A list of the orders and families of flowering plants,: Modified Hutchinson system
- 1939. Actinocheita. Ed. The University Press. 377 pp.
- 1939. Keys to the phyla of organisms,: Including keys to the orders of the plant kingdom
- 1957. An outline of the classification of bacteria
- 1972.  Begoniaceae: The genera, sections, and known species of each (The Buxtonian)
- 1974. The species of the Begoniaceae. Ed. Northeastern University. 144 pp.
- 1978. A list of the orders and families of Anthophyta with generic examples

- La abreviatura «F.A.Barkley» se emplea para indicar a Fred Alexander Barkley como autoridad en la descripción y clasificación científica de los vegetales.[1]